# 口螺
口螺（学名：Stomatia phymotis）是一個海螺的物種，海洋腹足綱軟體動物的一種。本物種舊屬原始腹足目的口螺科口螺属，但現時口螺科已被降為鐘螺目鐘螺科之下的口螺亞科。

## 分佈
本物種在印度洋見於紅海、中印度洋、東印度洋及印度東部等海域；在西太平洋分佈於北起日本、南海的西沙群島、菲律賓、印支半島及馬來半島，還有橫跨華萊士線的印尼及大洋洲與印度洋海域的澳大利亞（包括屬於西太平洋的北領地及昆士蘭州，以及屬於東印度洋海域的西澳州）。

## 外部連結
- Gastropods.com: Stomatia phymotis（页面存档备份，存于）